# 人吉市

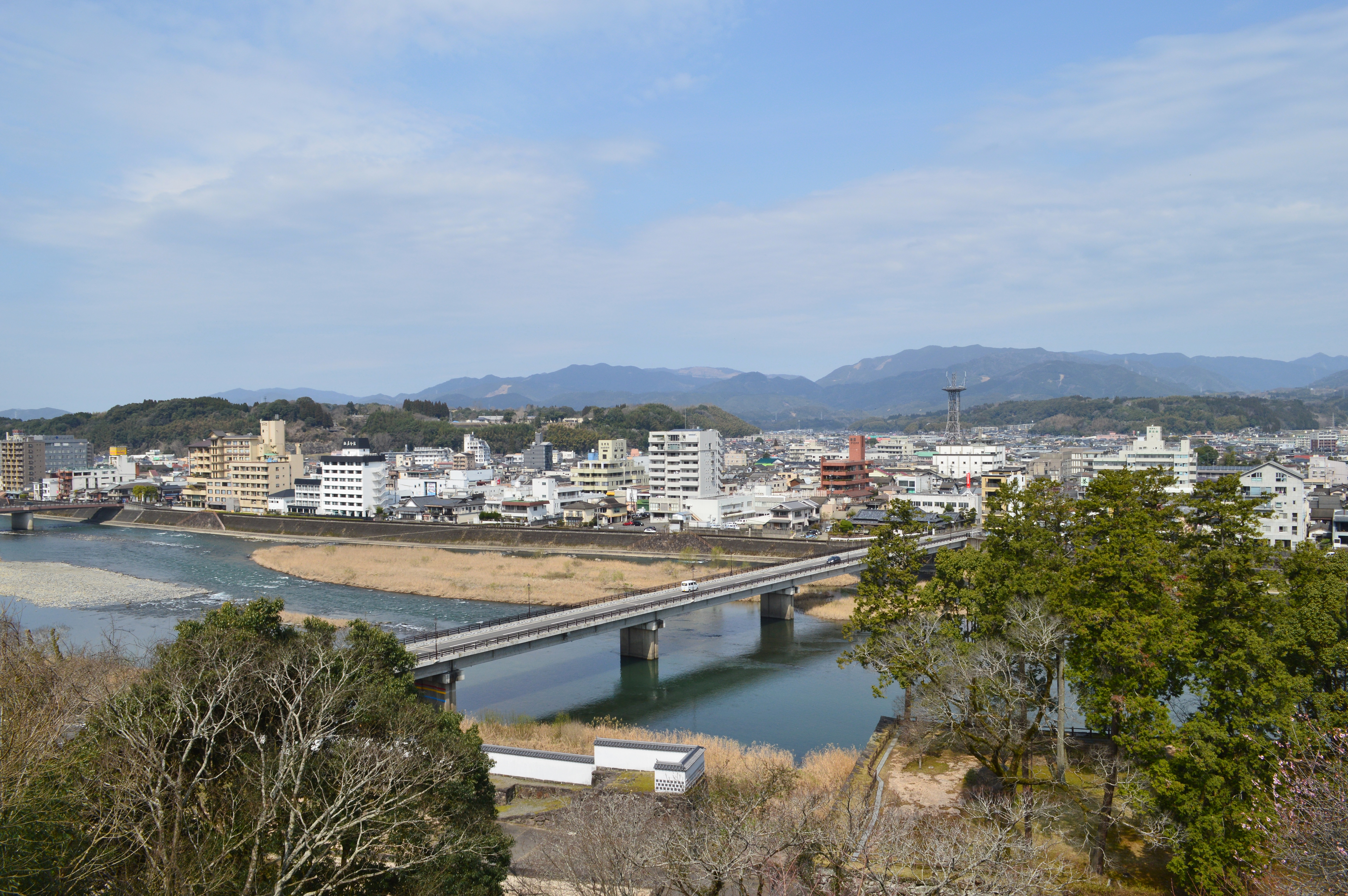
市内を流れる球磨川と人吉市街地（人吉城から望む）

人吉市（ひとよしし）は、熊本県の最南部にある市である。
九州山地に囲まれた人吉盆地に位置し、球磨川沿いの温泉と川下りで有名。人吉・球磨地方の中心地で、人吉藩相良氏の城下町として栄えた。
市内中心部に熊本県唯一の国宝である青井阿蘇神社があり、2015年4月24日には近隣の球磨郡の各町村と並んで「相良700年が生んだ保守と進取の文化 ～日本でもっとも豊かな隠れ里―人吉球磨～」が日本遺産に認定された。

## 地理
熊本市から直線距離で真南に約70kmの場所に位置し、熊本県の最南端に当たる。北部と南部は九州山地の一角をなす山地である。市域南部は標高1,000m級の山地で宮崎県のえびの市と鹿児島県の伊佐市に接している。市の中心部は人吉盆地の西端で、球磨川が東から西に貫流する。市内では万江川・山田川・鹿目川・胸川など多数の支流が球磨川へ流れ込んでいる。
中心部は古くからの城下町の町並みが残っており、小京都と呼ばれる。

### 気候
| 月   | 風速(m/s) | 風向   | 霧日数 |
| ---- | --------- | ------ | ------ |
| 1月  | 1.2       | 西北西 | 10.4   |
| 2月  | 1.3       | 西北西 | 9.2    |
| 3月  | 1.4       | 西北西 | 7.8    |
| 4月  | 1.4       | 西     | 4.7    |
| 5月  | 1.4       | 西     | 4.3    |
| 6月  | 1.4       | 西北西 | 4.5    |
| 7月  | 1.3       | 西北西 | 5.5    |
| 8月  | 1.6       | 西     | 3.8    |
| 9月  | 1.4       | 西     | 6.2    |
| 10月 | 1.1       | 西     | 12.7   |
| 11月 | 1.0       | 西北西 | 18.3   |
| 12月 | 1.2       | 西北西 | 15.1   |
| 年   | 1.3       | 西北西 | 101.1  |

内陸の盆地のため寒暖の差が著しく、夏場は最高気温30℃以上に達する真夏日が70 - 80日間あるのに対し、冬場は最低気温が零下となる冬日が50日程度ある。年降水量は2,500 - 3,000mm。
盆地で大きな川があり支流も多いという地形上、冬季で晴れた日の朝には濃霧が発生する。その頻度は霧発生日数日本一を毎年争う程だが、この霧が高速道路の速度規制などを生むこともある。発生した霧も地形的にほとんど流出しないため、正午近くまで残ることも珍しくない。
年中多雨であり、夏の高湿度はもとより冬でも霧の影響もあり湿度があまり低くならない。
2016年1月25日には、観測史上最低となる-9.8度を記録した。戦時中の1943年から観測が続けられている移転がされてない場所での最低気温の記録更新は、都市化の影響の強い全国の気象官署の中では非常に珍しい事である。
| 人吉特別地域気象観測所（人吉市城本町、標高146m）の気候       | 人吉特別地域気象観測所（人吉市城本町、標高146m）の気候 | 人吉特別地域気象観測所（人吉市城本町、標高146m）の気候 | 人吉特別地域気象観測所（人吉市城本町、標高146m）の気候 | 人吉特別地域気象観測所（人吉市城本町、標高146m）の気候 | 人吉特別地域気象観測所（人吉市城本町、標高146m）の気候 | 人吉特別地域気象観測所（人吉市城本町、標高146m）の気候 | 人吉特別地域気象観測所（人吉市城本町、標高146m）の気候 | 人吉特別地域気象観測所（人吉市城本町、標高146m）の気候 | 人吉特別地域気象観測所（人吉市城本町、標高146m）の気候 | 人吉特別地域気象観測所（人吉市城本町、標高146m）の気候 | 人吉特別地域気象観測所（人吉市城本町、標高146m）の気候 | 人吉特別地域気象観測所（人吉市城本町、標高146m）の気候 | 人吉特別地域気象観測所（人吉市城本町、標高146m）の気候 |
| 月                                                           | 1月                                                    | 2月                                                    | 3月                                                    | 4月                                                    | 5月                                                    | 6月                                                    | 7月                                                    | 8月                                                    | 9月                                                    | 10月                                                   | 11月                                                   | 12月                                                   | 年                                                     |
| ------------------------------------------------------------ | ------------------------------------------------------ | ------------------------------------------------------ | ------------------------------------------------------ | ------------------------------------------------------ | ------------------------------------------------------ | ------------------------------------------------------ | ------------------------------------------------------ | ------------------------------------------------------ | ------------------------------------------------------ | ------------------------------------------------------ | ------------------------------------------------------ | ------------------------------------------------------ | ------------------------------------------------------ |
| 最高気温記録 °C （°F）                                       | 22.3 (72.1)                                            | 24.0 (75.2)                                            | 26.9 (80.4)                                            | 30.4 (86.7)                                            | 34.0 (93.2)                                            | 35.8 (96.4)                                            | 37.0 (98.6)                                            | 38.2 (100.8)                                           | 36.4 (97.5)                                            | 33.2 (91.8)                                            | 27.6 (81.7)                                            | 22.7 (72.9)                                            | 38.2 (100.8)                                           |
| 平均最高気温 °C （°F）                                       | 10.3 (50.5)                                            | 12.4 (54.3)                                            | 16.1 (61)                                              | 21.3 (70.3)                                            | 25.5 (77.9)                                            | 27.3 (81.1)                                            | 31.2 (88.2)                                            | 32.3 (90.1)                                            | 29.4 (84.9)                                            | 24.4 (75.9)                                            | 18.1 (64.6)                                            | 12.2 (54)                                              | 21.7 (71.1)                                            |
| 日平均気温 °C （°F）                                         | 4.7 (40.5)                                             | 6.2 (43.2)                                             | 9.8 (49.6)                                             | 14.6 (58.3)                                            | 19.1 (66.4)                                            | 22.4 (72.3)                                            | 26.1 (79)                                              | 26.6 (79.9)                                            | 23.6 (74.5)                                            | 18.0 (64.4)                                            | 11.9 (53.4)                                            | 6.3 (43.3)                                             | 15.8 (60.4)                                            |
| 平均最低気温 °C （°F）                                       | 0.2 (32.4)                                             | 1.2 (34.2)                                             | 4.5 (40.1)                                             | 8.9 (48)                                               | 13.7 (56.7)                                            | 18.7 (65.7)                                            | 22.4 (72.3)                                            | 22.8 (73)                                              | 19.5 (67.1)                                            | 13.3 (55.9)                                            | 7.3 (45.1)                                             | 1.9 (35.4)                                             | 11.2 (52.2)                                            |
| 最低気温記録 °C （°F）                                       | −9.8 (14.4)                                            | −9.1 (15.6)                                            | −6.1 (21)                                              | −3.5 (25.7)                                            | 3.0 (37.4)                                             | 7.8 (46)                                               | 15.0 (59)                                              | 15.3 (59.5)                                            | 7.4 (45.3)                                             | −0.4 (31.3)                                            | −4.2 (24.4)                                            | −7.8 (18)                                              | −9.8 (14.4)                                            |
| 降水量 mm （inch）                                           | 75.4 (2.969)                                           | 109.0 (4.291)                                          | 160.7 (6.327)                                          | 177.8 (7)                                              | 215.6 (8.488)                                          | 560.9 (22.083)                                         | 491.0 (19.331)                                         | 226.3 (8.909)                                          | 229.3 (9.028)                                          | 108.8 (4.283)                                          | 96.9 (3.815)                                           | 83.3 (3.28)                                            | 2,534.9 (99.799)                                       |
| 平均降水日数 （≥0.5 mm）                                     | 9.5                                                    | 10.2                                                   | 12.8                                                   | 11.7                                                   | 10.7                                                   | 17.3                                                   | 15.2                                                   | 13.3                                                   | 12.0                                                   | 8.1                                                    | 9.5                                                    | 9.4                                                    | 139.7                                                  |
| % 湿度                                                       | 76                                                     | 74                                                     | 73                                                     | 72                                                     | 73                                                     | 81                                                     | 81                                                     | 79                                                     | 80                                                     | 79                                                     | 82                                                     | 80                                                     | 78                                                     |
| 平均月間日照時間                                             | 123.0                                                  | 133.9                                                  | 161.6                                                  | 175.8                                                  | 182.1                                                  | 117.1                                                  | 167.2                                                  | 183.5                                                  | 156.5                                                  | 163.6                                                  | 125.6                                                  | 118.6                                                  | 1,817.9                                                |
| 出典：気象庁（平均値：1991年 - 2020年、極値：1943年 - 現在） |                                                        |                                                        |                                                        |                                                        |                                                        |                                                        |                                                        |                                                        |                                                        |                                                        |                                                        |                                                        |                                                        |

### 隣接する市町村
- 熊本県球磨郡錦町・相良村・山江村・球磨村
- 宮崎県えびの市
- 鹿児島県伊佐市

### 人口
| |                                        |  |
| 人吉市と全国の年齢別人口分布（2005年） | 人吉市の年齢・男女別人口分布（2005年） |  |
| ■紫色 ― 人吉市 ■緑色 ― 日本全国 | ■青色 ― 男性 ■赤色 ― 女性              |  |
| 人吉市（に相当する地域）の人口の推移 \| 1970年（昭和45年） \| 42,196人 \| \| \| 1975年（昭和50年） \| 41,118人 \| \| \| 1980年（昭和55年） \| 42,236人 \| \| \| 1985年（昭和60年） \| 42,292人 \| \| \| 1990年（平成2年） \| 40,173人 \| \| \| 1995年（平成7年） \| 39,373人 \| \| \| 2000年（平成12年） \| 38,814人 \| \| \| 2005年（平成17年） \| 37,583人 \| \| \| 2010年（平成22年） \| 35,611人 \| \| \| 2015年（平成27年） \| 33,880人 \| \| \| 2020年（令和2年） \| 31,108人 \| \| |                                        |  |
| 総務省統計局 国勢調査より |                                        |  |
| 1970年（昭和45年） | 42,196人                               |  |
| 1975年（昭和50年） | 41,118人                               |  |
| 1980年（昭和55年） | 42,236人                               |  |
| 1985年（昭和60年） | 42,292人                               |  |
| 1990年（平成2年） | 40,173人                               |  |
| 1995年（平成7年） | 39,373人                               |  |
| 2000年（平成12年） | 38,814人                               |  |
| 2005年（平成17年） | 37,583人                               |  |
| 2010年（平成22年） | 35,611人                               |  |
| 2015年（平成27年） | 33,880人                               |  |
| 2020年（令和2年） | 31,108人                               |  |

## 歴史

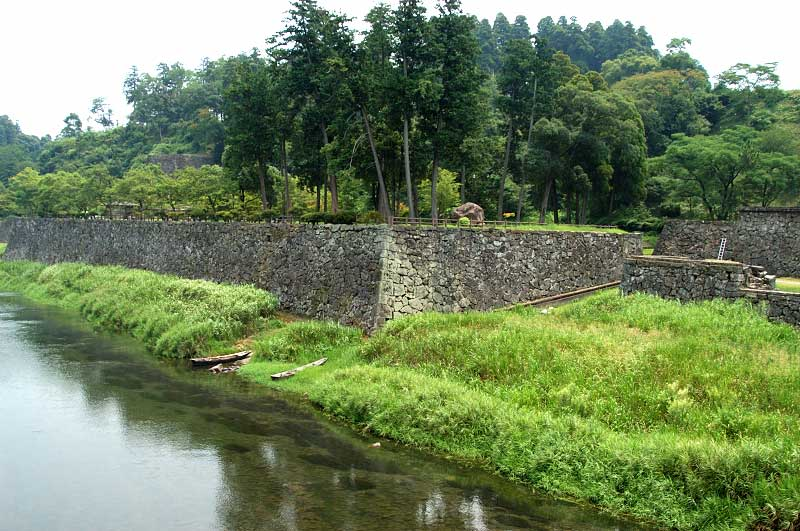
人吉城跡

鎌倉時代初期の1193年（建久4年）に相良氏が人吉の地頭に任ぜられ、その後は形を変えつつも明治時代の廃藩置県まで相良氏による統治が行われていた（詳しくは人吉藩を参照）。廃藩置県後は人吉県→八代県→白川県を経て熊本県の一都市となった。
- 慶長年間（1600年頃） -城下町として整備される。
- 文久年間（1862年） - 寅助火事により人吉城と城下町の大半が焼失。

### 近現代

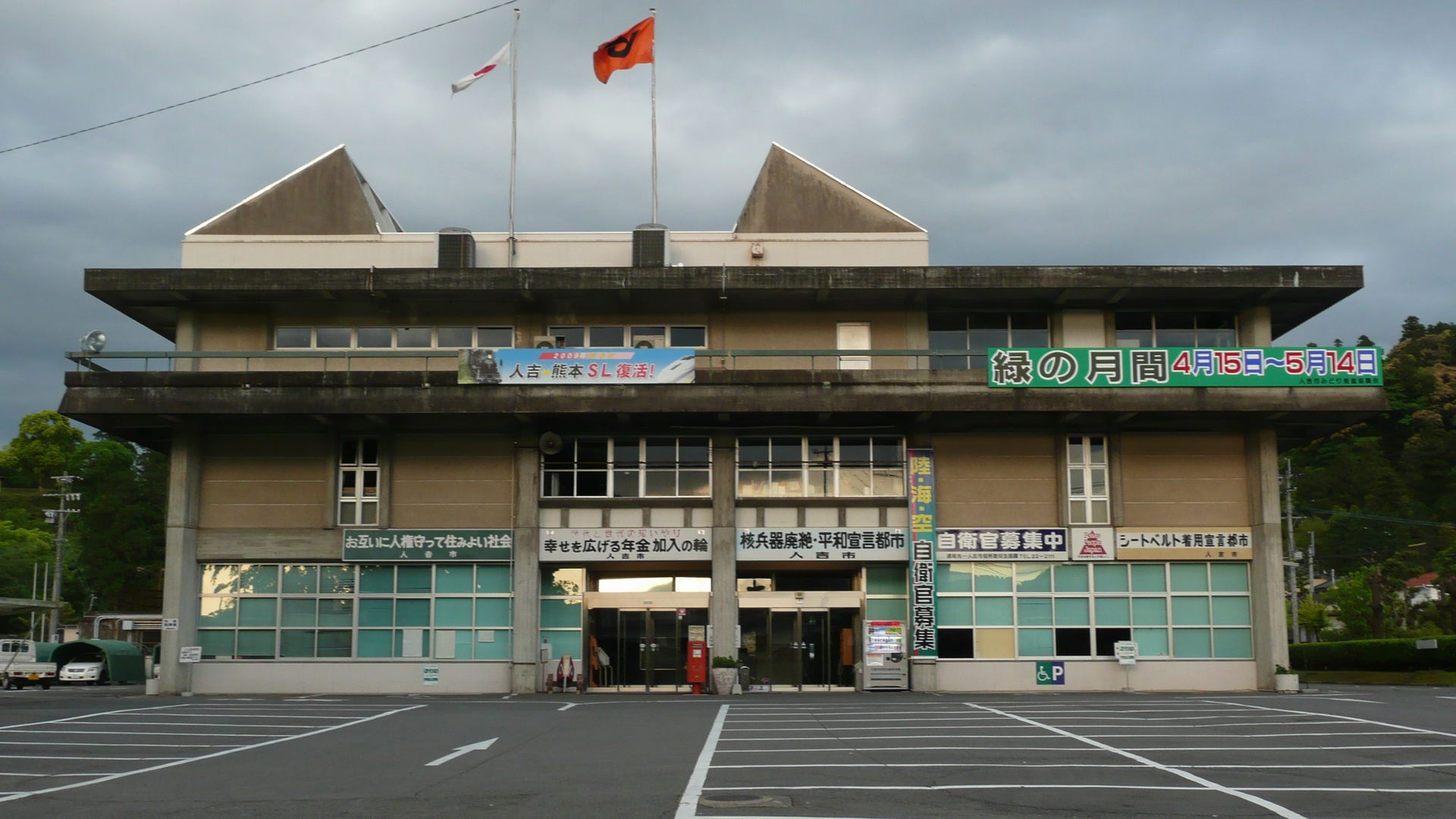
2016年5月2日に移転する前の市役所本庁舎（2008年撮影）

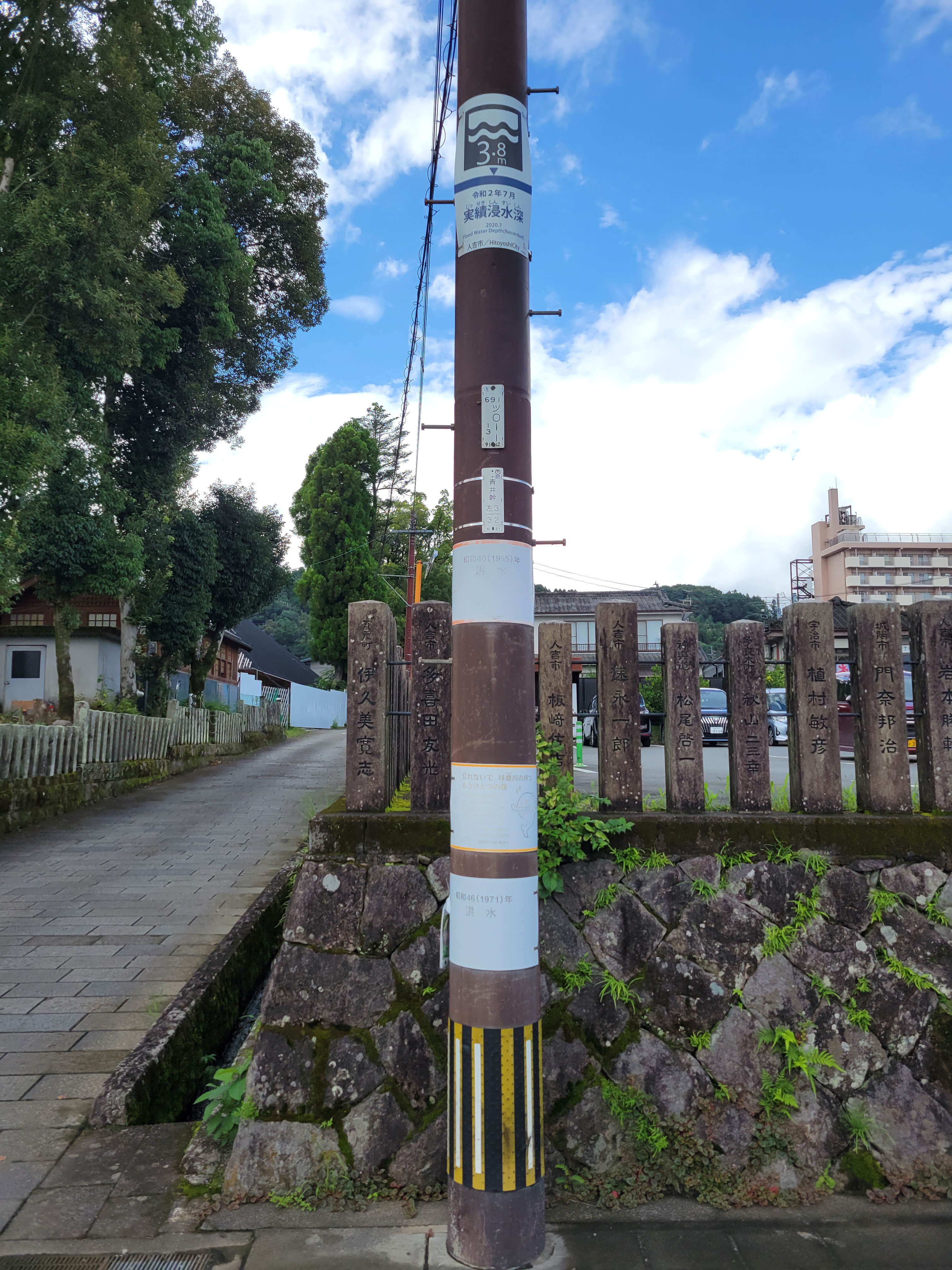
過去の球磨川水害による浸水高を示した水面表示板。最上部は2020年、その次が1965年の水害（青井阿蘇神社にて2023年撮影）

明治以降も球磨郡役所が置かれるなど球磨地方の中心地としての地位を維持する。昭和初期には温泉の採掘が盛んになり、日本二十五勝のひとつとなった球磨川とともに宣伝されるようになった。1933年頃には球磨焼酎や球磨川下りとともに「泉都人吉」と称されるようになる。
1942年に市制を施行。1963年から3年連続で続いた水害は市街地の景観を一変させた。1970年代に開通した国道219号のバイパス道路（下林バイパス・人吉バイパス）沿いには新たな商業地域が形成された。
かつて「陸の孤島」といわれた人吉は、1960年代以降人口減が続いた。この対策として観光業・農林業の振興や企業誘致を掲げ、対策前は年70 - 80万人ほどであった観光客数も1990年には100万人を突破した。しかし九州自動車道の全通などにより拠点性を失い「通過都市」となりつつあることから、「物語都市ひとよし」構想の推進による地域活性化を図っている。
- 1889年4月1日 町村制施行により、現在の市域にあたる以下の町村が発足。
  - 球磨郡人吉町・西瀬村・中原村・藍田村・大村
- 1933年4月1日 人吉町が大村を編入。
- 1942年2月11日 人吉町・西瀬村・中原村・藍田村が対等合併し市制施行。人吉市が発足。
- 1954年 水害が発生。
- 1960年7月16日 「人吉市民の歌」を制定。
- 1962年 市役所本庁舎が建設される。
- 1963年 水害が発生。
- 1964年 水害が発生。
- 1965年7月3日 前日からの大雨で球磨川が氾濫し、市街地の大部分が浸水。家屋の損壊および流出は1,281棟、床下浸水は2,751棟。最大浸水高2.1ｍを記録。いわゆる「七・三水害」
- 1971年 水害が発生。最大浸水高1.1mを記録。
- 1972年 宮崎県方面へ向かう国道221号の加久藤トンネルが開通。水害が発生。
- 1979年 水害が発生
- 1982年 2度に渡る水害が発生。
- 1989年12月7日 - 九州自動車道の八代 - 人吉間が開通。
- 1995年7月27日 - 九州自動車道最後の開通区間となる人吉 - えびの間が開通。
- 2016年4月16日に発生した熊本地震（本震）（震度5弱）の影響により同年5月2日に市役所本庁舎が閉鎖。課ごとに市内各所に分散移転の上、ゴールデンウイーク明けの9日から業務再開。
- 2020年7月4日 前日からの豪雨で球磨川が氾濫し、市街地の大部分が浸水。
- 2022年5月6日 - 西間下町に建設した市役所新庁舎の運用を開始[6]（落成式は同年3月27日開催[7]）

## 行政

### 現職市長
- 市長 - 松岡 隼人（まつおか はやと）：2015年（平成27年）4月26日初当選（37歳）[8]、5月1日就任。現在3期目。[9]
- 副市長 - 松田 知良 [9]

### 歴代市長
首長の代数（歴代）の数え方は何種類もあるが、ここでは (a)(b) を添える形で書き分けながら解説する。表示欄では「代(a)」「代(b)」という名で2種類を記載した。「代(a)」は、就任のあるたびにカウントする方式に基づく代数であり、「代(b)」は、同一人物による連続就任をカウントしない方式に基づく代数である。人吉市は「代(b)」の方式を採っているが（他の例：京都市歴代市長、大垣市歴代市長）、「代(a)」の方式を採る自治体も多く（例：八王子市、弘前市歴代市長、浜松市歴代市長）、(a) と (b) の違いを認識しないまま単純に比較すると誤解が生まれる。なお、返り咲きがあろうとも同一人物を1カウントとする方式もあるが、現状、人吉市は該当しない。
| 代(a)       | 代(b)       | 氏名        | 就任年月日                | 退任年月日                 | 備考 |
| 官 選 市 長 | 官 選 市 長 | 官 選 市 長 | 官 選 市 長               | 官 選 市 長                | 官 選 市 長                                                                                                 |
| ----------- | ----------- | ----------- | ------------------------- | -------------------------- | --- |
| 1           | 1           | 高島愛之    | 1942年（昭和17年）5月1日  | 1943年（昭和18年）5月24日  | 人吉市は1942年（昭和17年）2月11日に発足。市会に選出された高島が5月1日付で就任した。1期4年を満了せず。       |
| 2           | 2           | 渕田長一郎  | 1943年（昭和18年）5月31日 | 1946年（昭和21年）2月25日  | 1期4年を満了せず。                                                                                          |
| 3           | 3           | 山本平作    | 1946年（昭和21年）5月20日 | 1946年（昭和21年）11月21日 | 在任期間わずか6か月。                                                                                       |
| 公 選 市 長 |             |             |                           |                            | |
| 4           | 4           | 小出政喜    | 1947年（昭和22年）4月18日 | 1951年（昭和26年）4月17日  | 1期4年を満了。                                                                                              |
| 5           | 5           | 黒木儀寿圭  | 1951年（昭和26年）4月23日 | 1955年（昭和30年）4月30日  | 1期4年を満了。                                                                                              |
| 6           | 6           | 渕田長一郎  | 1955年（昭和30年）5月1日  | 1959年（昭和34年）4月30日  | 1期目4年を満了。                                                                                            |
| 7           | 6           | 渕田長一郎  | 1959年（昭和34年）5月1日  | 1963年（昭和38年）4月30日  | 2期目4年を満了。                                                                                            |
| 8           | 6           | 渕田長一郎  | 1963年（昭和38年）5月1日  | 1967年（昭和42年）4月30日  | 3期目4年を満了。                                                                                            |
| 9           | 7           | 永田正義    | 1967年（昭和42年）5月1日  | 1971年（昭和46年）4月30日  | 1期目4年を満了。                                                                                            |
| 10          | 7           | 永田正義    | 1971年（昭和46年）5月1日  | 1975年（昭和50年）4月30日  | 2期目4年を満了。                                                                                            |
| 11          | 7           | 永田正義    | 1975年（昭和50年）5月1日  | 1979年（昭和54年）4月30日  | 3期目4年を満了。                                                                                            |
| 12          | 7           | 永田正義    | 1979年（昭和54年）5月1日  | 1983年（昭和58年）4月30日  | 4期目4年を満了。                                                                                            |
| 13          | 7           | 永田正義    | 1983年（昭和58年）5月1日  | 1987年（昭和58年）4月30日  | 5期目4年を満了。                                                                                            |
| 14          | 8           | 福永浩介    | 1987年（昭和62年）5月1日  | 1991年（平成3年）4月30日   | 1期目4年を満了。                                                                                            |
| 15          | 8           | 福永浩介    | 1991年（平成3年）5月1日   | 1995年（平成7年）4月30日   | 2期目4年を満了。                                                                                            |
| 16          | 8           | 福永浩介    | 1995年（平成7年）5月1日   | 1999年（平成11年）4月30日  | 3期目4年を満了。                                                                                            |
| 17          | 8           | 福永浩介    | 1999年（平成11年）5月1日  | 2003年（平成15年）4月30日  | 4期目4年を満了。                                                                                            |
| 18          | 8           | 福永浩介    | 2003年（平成15年）5月1日  | 2007年（平成19年）某月某日 | 5期目の満了日を目前に控えた3月3日に収賄容疑で逮捕された。満了日もしくはそれ以前に引責辞任を余儀なくされた。 |
| 19          | 9           | 田中信孝    | 2007年（平成19年）5月1日  | 2011年（平成23年）4月30日  | 1期目4年を満了。                                                                                            |
| 20          | 9           | 田中信孝    | 2011年（平成23年）5月1日  | 2015年（平成27年）4月30日  | 2期目4年を満了し、3期目を目指すも新人候補・松岡に敗れる。                                                   |
| 21          | 10          | 松岡隼人    | 2015年（平成27年）5月1日  | （ 現 職 ）                | 1期目。任期満了日は2027年（令和9年）4月30日。                                                               |

### 国の機関
- 熊本地方法務局人吉支局
- 熊本国税局人吉税務署
- 熊本労働局人吉労働基準監督署
- 熊本労働局球磨公共職業安定所
- 九州森林管理局熊本南部森林管理署

### 県の機関
- 球磨地域振興局
- 人吉警察署

### 町名

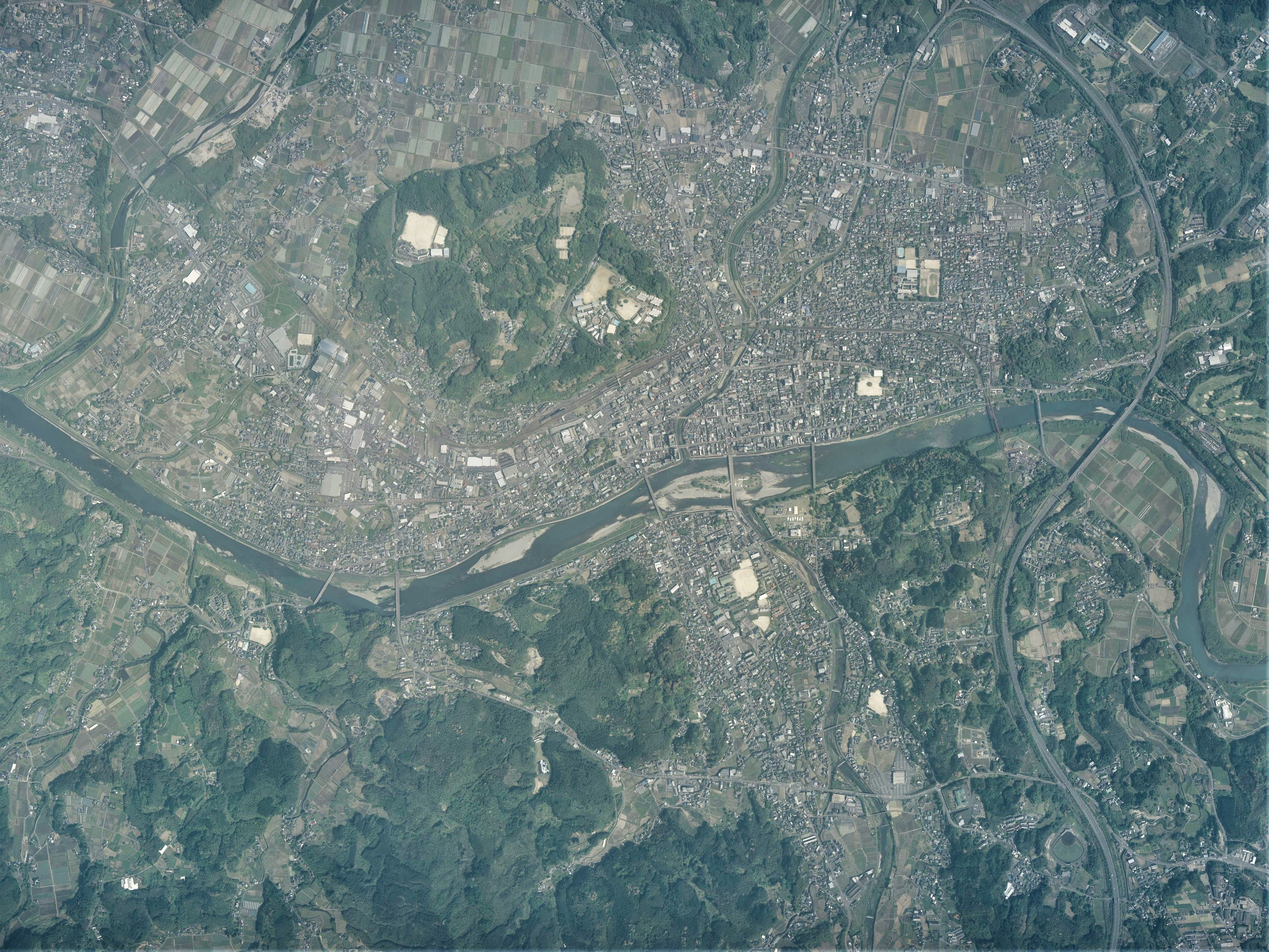
人吉市中心部周辺の空中写真。
2009年4月29日撮影の3枚を合成作成。。

人吉市は、合併市制時に人吉町と藍田村・西瀬村・中原村の7大字を町名設置により75町に再編した。のちに1町を廃止し3町を新設しているため、現在は77町である。これらの町を小学校の校区ごとに列挙する。()内は合併前の町村名・大字名。

#### 人吉東校区
- 五日町（旧人吉町）
- 老神町（旧人吉町）
- 鍛冶屋町（旧人吉町）
- 上新町（旧人吉町）
- 紺屋町（旧人吉町）
- 九日町（旧人吉町）
- 下新町（旧人吉町）
- 新町（旧人吉町）
- 大工町（旧人吉町）
- 寺町（旧人吉町）
- 土手町（旧人吉町）
- 中城町（旧人吉町）
- 七日町（旧人吉町）
- 二日町（旧人吉町）
- 灰久保町（旧人吉町）
- 原城町（旧人吉町）
- 麓町（旧人吉町）
- 南町（旧人吉町）
- 願成寺町（旧人吉町甲。通称町名として、北願成寺町・南願成寺町に分かれる）
- 南泉田町（旧人吉町甲）
- 鬼木町（旧人吉町乙）
- 北泉田町（旧人吉町乙）

#### 人吉西校区
- 鶴田町（旧人吉町乙）
- 上青井町（旧人吉町丙）
- 瓦屋町（旧人吉町丙）
- 駒井田町（旧人吉町丙）
- 下青井町（旧人吉町丙）
- 城本町（旧人吉町丙）
- 中青井町（旧人吉町丙）
- 井ノ口町（旧人吉町丁）
- 合ノ原町（旧人吉町丁）
- 下城本町（旧西瀬村薩摩瀬）
- 矢岳町(旧藍田村大畑）

#### 東間校区
- 上原町（旧人吉町）
- 田町（旧人吉町）
- 富ヶ尾町（旧人吉町）
- 木地屋町（旧藍田村間）
- 古仏頂町（旧藍田村間）
- 浪床町（旧藍田村間）
- 西間上町（旧藍田村間）
- 西間下町（旧藍田村間）
- 東間上町（旧藍田村間）
- 東間下町（旧藍田村間）
- 蓑野町（旧藍田村間）
- 赤池原町（旧藍田村七地）
- 赤池水無町（旧藍田村七地）
- 蟹作町（旧藍田村七地）
- 七地町（旧藍田村七地）
- 東大塚町（旧藍田村間）
- 田野町（旧西瀬村西浦）
- 西大塚町（旧西瀬村西浦）

#### 大畑校区
- 上漆田町（旧藍田村七地）
- 下漆田町（旧藍田村七地）
- 東漆田町（旧藍田村七地）
- 大畑麓町（旧藍田村大畑）
- 大畑町（旧藍田村大畑）
- 上田代町（旧藍田村大畑）
- 下田代町（旧藍田村大畑）
- 段塔町（旧藍田村大畑）
- 大野町（1980年代後半 - 1990年代頃に新設。）

#### 西瀬校区
- 上薩摩瀬町（旧西瀬村薩摩瀬）
- 下薩摩瀬町（旧西瀬村薩摩瀬）
- 宝来堂町（旧西瀬村薩摩瀬。1954年、相良町・宝来町に分かれ消滅。）
  - 相良町
  - 宝来町
- 鹿目町（旧西瀬村西浦）
- 上戸越町（旧西瀬村西浦）
- 上永野町（旧西瀬村西浦）
- 下戸越町（旧西瀬村西浦）
- 下永野町（旧西瀬村西浦）
- 矢黒町（旧西瀬村西浦）

#### 中原校区
- 上原田町（旧中原村原田。上原、牛塚、尾崎、尾曲、菖蒲、馬氷、馬草野の字がある）
- 下原田町（旧中原村原田。荒毛、上野、瓜生田、嵯峨里、西門、羽田、堀の字がある）
- 中神町（旧中原村中神。大柿、小柿、城本、段、段山、馬場の字がある。ただし段山のみ西瀬校区）
- 温泉町（旧中原村林）
- 上林町（旧中原村林）
- 下林町（旧中原村林）
- 中林町（旧中原村林）

## 立法
- 市議会 - 定数18人 [9]
- 議長 - 田中 哲 [9]
- 副議長 - 仲村 勝治 [9]

## 産業

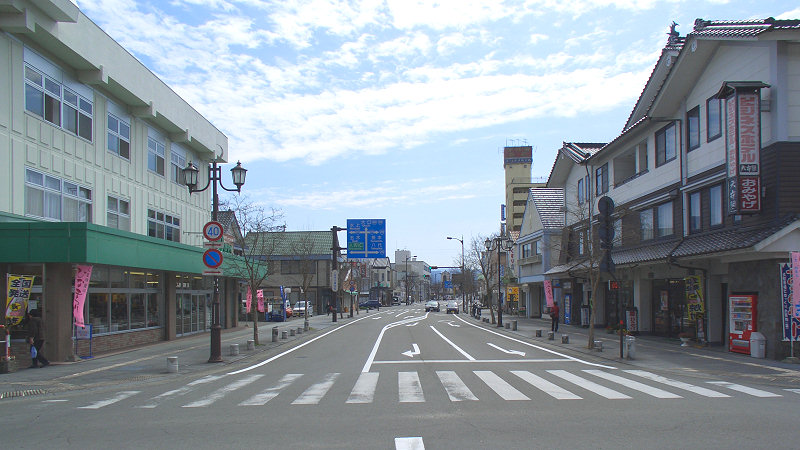
人吉駅前

2004年（平成16年度）の市内総生産額は約 1,291億円で、人吉・球磨地方経済の中心地。
戦国の世から第二次世界大戦時まで歴史的にも栄えた地域で、熊本などの九州中部・北部と宮崎・鹿児島の南九州方面を繋ぐ交通の要衝・休憩地であった。
後述する通り、商業は人吉・球磨地方で最も栄えている。その他の主力産業は観光業・農業・酒造。
鎌倉時代には静岡から鍛冶職人が移り住んで職人町を形成した（鍛冶屋町）。しかし、2022年5月に最後の一軒だった正光刃物製作所が刃物製造を終えており（刃物研磨は継続）、鍛冶屋町での刃物製造は行われていない。

### 商業
前述の通り、歴史的にも球磨郡の中心地であり、交通の要衝であった。現在でも球磨郡内で最大の人口を有し、また郡内の道路が集結する拠点であり、九州自動車道・一般道・肥薩線での域外や空路への接続拠点でもある。特に高速道路での流通性の高さから、店舗や娯楽関係は域内で最も多く、郊外型電器店や24時間営業スーパーもある。これらの理由のため、球磨郡内の他町村から人吉まで買い出しや遊びにでることも多い。
こうした流通性・拠点性の高さの他に、観光都市としての側面もあることから、飲食店の数も人口あたりでは多い。これと治安の良さ、人口あたりベッド数の多さ、児童福祉度の高さなどにより、東洋経済新報社発表の「住みよさランキング（全国総合）」で、2023年９位、2024年１位を獲得。
高速道路の開通及び市内幹線道路の整備により交通の便は格段に向上したが、それまでの商店街的な店舗からジャスコ（現・イオン）などの郊外型大型店やコンビニエンスストアが店舗の中心になるようになり、市街中心部（人吉駅 - 九日町）の空洞化が目立っている。また観光業でも観光客に対する宿泊者の比率減少（観光客数自体はあまり変わっていない。）、ドライブイン型のレストラン・みやげ店の閉鎖という問題が出ているが、これといった解決法は見つかっていない。（関連：ストロー効果）

### 人吉市に本社を置く主要企業
- 繊月酒造
- 高橋酒造
- 深野酒造
- 岩下兄弟

## 姉妹都市・提携都市

### 海外
姉妹都市
- アブランテス市（ポルトガル共和国サンタレン県）
2009年(平成21年)9月24日 姉妹都市提携

### 国内
姉妹都市
- 指宿市（鹿児島県）
2006年(平成18年)8月6日 姉妹都市提携

提携都市
- 牧之原市（静岡県）
2005年(平成17年)10月11日 旧相良町と友好都市提携

その他
- 過去には九州の小京都「人吉」として全国京都会議に加盟していたが脱退[2]。

## マスメディア
人吉市を拠点とするマスメディア。
- 日刊人吉新聞（地方紙）
- どうぎゃん（タウン情報誌）

## 教育

### 高等学校
- 熊本県立人吉高等学校
- 熊本県立球磨工業高等学校

### 中学校
市立
- 第一中学校
- 第二中学校
- 第三中学校

### 小学校
休校中の学校を除く。
市立
- 人吉東小学校
- 人吉西小学校
- 東間小学校
- 大畑小学校
- 西瀬小学校
- 中原小学校

### 専修学校
- 九州技術教育専門学校人吉校

### 学校教育以外の施設
- 中小企業大学校人吉校

## 交通

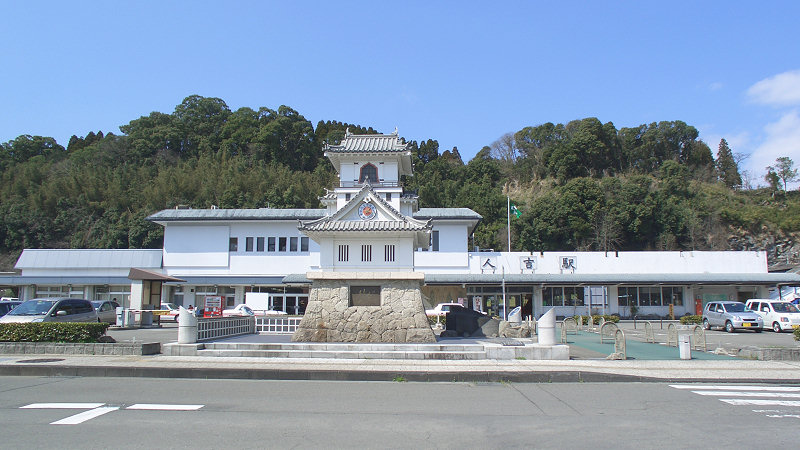
人吉駅

### 鉄道
市の中心となる駅：人吉駅
九州旅客鉄道（JR九州）
- ■肥薩線：（球磨村）- 西人吉駅 - 人吉駅 - 大畑駅 - 矢岳駅 -（えびの市）

くま川鉄道
- ■湯前線：人吉温泉駅 - 相良藩願成寺駅 -（相良村）

※人吉市内のすべての鉄道路線が令和2年7月豪雨の影響により不通となっている。肥薩線の代行輸送は人吉駅 - 一勝地駅間に代行タクシーが平日朝夕に各1往復ずつ運行されるのみである。くま川鉄道の代行バスはすでに復旧された区間の各列車に接続して運行されるが日祝日は運休する。

### 道路

#### 高速道路
- E3 九州自動車道
  - 19 人吉IC
  - 19-1 人吉球磨スマートIC

#### 一般国道
- 国道219号
- 国道221号
- 国道267号
- 国道445号

#### 主要地方道
- 熊本県道・鹿児島県道15号人吉水俣線
- 熊本県道17号坂本人吉線
- 熊本県道33号人吉水上線
- 熊本県道54号人吉インター線

#### 一般県道
- 熊本県道102号上漆田東間下線
- 熊本県道162号相良人吉線
- 熊本県道188号人吉停車場線
- 熊本県道189号大畑停車場線
- 熊本県道265号大畑西線

#### 道の駅
- 道の駅人吉

### バス

#### 路線バス
- 産交バス
  - 人吉産交は市内・球磨郡内循環バスの中心的基地を担い、ここを発着点として市内や球磨郡内を結ぶ路線バスが多数運行されている。

#### 高速バス
市内の九州自動車道上に人吉IC停留所と人吉南バスストップが設置されている。人吉IC停留所には下記の各路線の全便（快速便等も含む）が停車する。人吉市内を起点・終点とする高速バスはないが、人吉IC停留所はB&Sみやざきを除きどちらの方向でも乗車・降車ともに可能となっている。このため、人吉まで・人吉から・途中下車で人吉などが容易である。なお人吉市内に夜行高速バスは停車しない。
| 愛称名         | 運行会社                                    | 運行区間 |
| -------------- | ------------------------------------------- | --- |
| フェニックス号 | 九州産交バス 西日本鉄道 宮崎交通 JR九州バス | 福岡市・高速基山・久留米IC・八女IC - 八代IC - 人吉IC - えびのIC・小林IC・都城北・宮崎市                              |
| なんぷう号     | 九州産交バス 宮崎交通                       | 熊本市・益城インター口・高速益城 - 城南 - 宮原 - 人吉IC - えびのIC - 飯野 - 小林IC - 高崎東 - 都城北 - 高城 - 宮崎市 |
| B&Sみやざき    | 産交バス 宮崎交通 JR九州バス                | 新八代駅 - 人吉IC（ - えびのIC - 小林IC - 都城北 - 宮崎市） ※人吉IC - 宮崎県内の相互間の利用は不可                   |
| きりしま号     | 九州産交バス 鹿児島交通 南国交通            | 熊本市・益城インター口・高速益城 - 八代IC - 人吉IC - 鹿児島空港・帖佐・鹿児島市                                      |

人吉IC停留所は元々は他の高速バス停留所と同じく簡素的なものであったが、一部を除く人吉市を経由する高速バス路線のほとんどが人吉IC停留所に停車する事により人吉から県外へアクセスのための拠点でもあり利用者も最も多い事から、のちに大規模改修が施され、建物は屋根付きでバリアフリー化されており、椅子や多目的トイレもある。市内への連絡は人吉駅や市街中心部との連絡バス「じゅぐりっと号」があるが、待ち時間や行き先からタクシーの利用も多い。また現在はくま川鉄道の不通区間のための代替バス（日曜祝日運休）が、IC近くのコンビニをバス停としており、これを利用して人吉駅や肥後西村駅に移動し、くま川鉄道を利用することもできる。
一方の人吉南バスストップは2017年9月までなんぷう号各停便が停車をしていたが、同路線のダイヤ改正に伴う停車箇所見直しにより、停車するバスがなくなったことから現在は休止中である。
かつては人吉駅近くの人吉市街地内の人吉ターミナルが高速バスの停留所となっており、長きにわたり人吉ターミナルが人吉地域からの重要なアクセス拠点となっていた。人吉IC開業を目前に控えた1995年始めには人吉ターミナルが建物老朽化により閉鎖され、人吉市を経由する県外高速バスは人吉市街地から少し離れた場所にある人吉産交にバスターミナルの機能を移転・集約され、人吉産交にはこれまで人吉ターミナルに停車していた一部の高速バス路線が停車するようになった。人吉IC開業後も一部路線は引き続き人吉産交に停車していたが、やがて人吉経由の高速バスは人吉IC停留所発着へ徐々に切り替わり、2010年頃からは人吉産交が始発・終点となる高速ひとよし号が発着するのみとなっていた。その高速ひとよし号が2020年7月31日に運行終了となったことにより、人吉産交・人吉市街地に停車する高速バスはなくなった。

### 空路
- 最寄りの空港は鹿児島空港。前述のきりしま号が鹿児島空港を経由し、人吉ICとは乗り継ぎ不要で所要時間は1時間弱。また2024年9月より、人吉市内各所の旅館などと鹿児島空港を結ぶ、完全予約制乗合バス「つばめエアポートライナー」が運行している。
- 同じ県にある熊本空港は鉄路でも高速バスでも乗り継ぎを要し2時間程度かかるため、以前は鹿児島空港の利用が多かった。それは九州新幹線の熊本－鹿児島ルート開業時に熊本－鹿児島間の高速バスが一時休止した際、その中の人吉－鹿児島空港間は継続営業していた程だった（現在は全面復活している）。しかし九州新幹線の全面開通と熊本空港へのLCC乗り入れにより、熊本空港－新八代・新八代－宮崎など熊本空港－人吉を可能とする高速バスが増えたことなどから、熊本空港の利用も増えている。なお自家用車なら熊本空港－人吉ICは１時間10分程度と鹿児島空港間と大差はない。

- 路線数・運行本数が多い福岡空港から博多駅・博多バスターミナルで乗り換えて、同じく運行本数が多いフェニックス号利用というルートもある。福岡からは九州新幹線新八代駅からB&Sみやざき号利用も可能。

- 宮崎空港も、人吉～宮崎市（宮交シティ）間は高速バス・そこから空港連絡バス利用で計２時間～２時間半と、やや時間はかかるが高速バス等の便数は多い。こちらも自家用車ならば1時間20分程度と他の空港と大差はない。

## 名所・旧跡・観光スポット

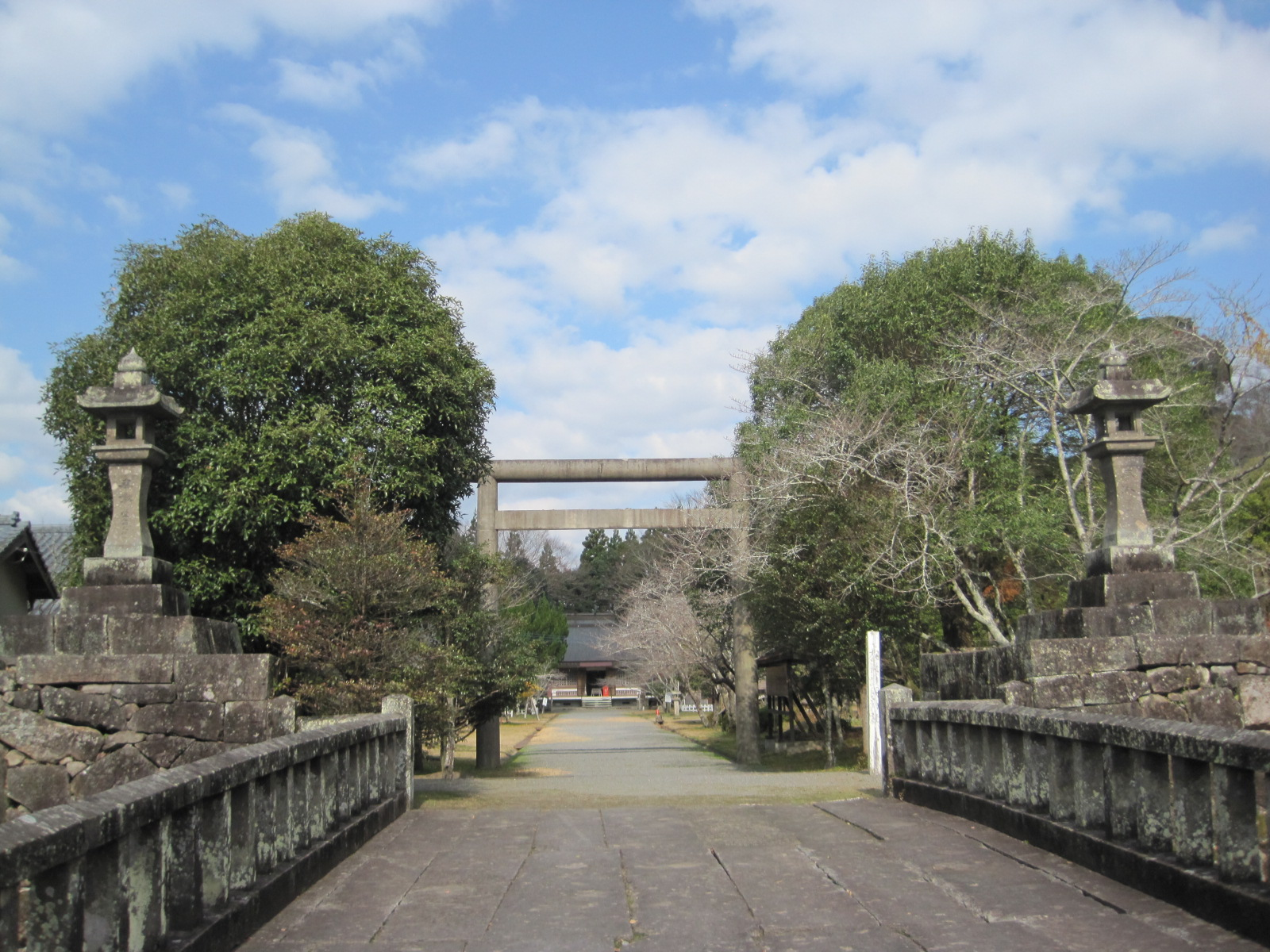
相良護国神社

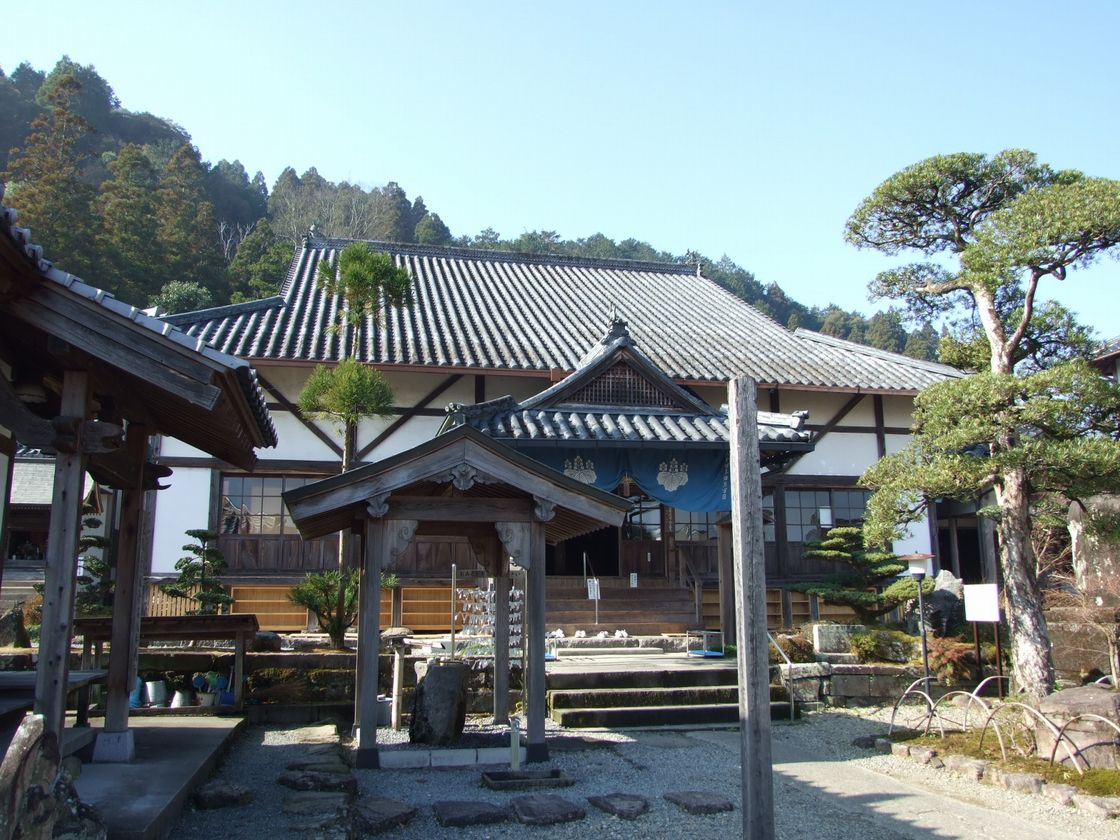
永国寺

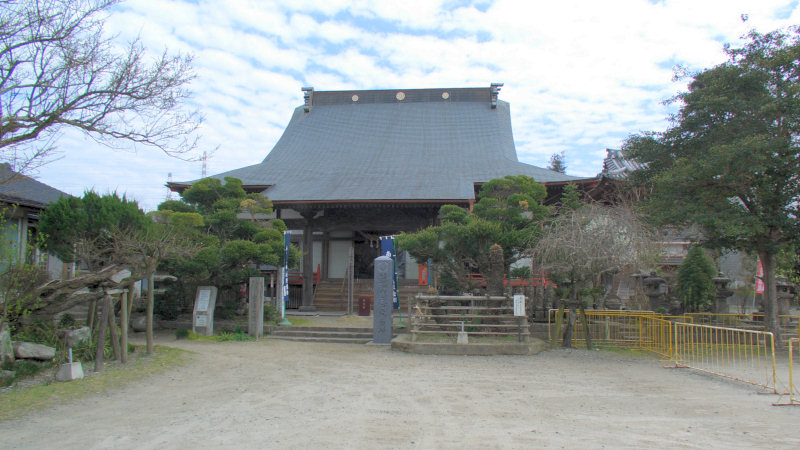
願成寺

- 人吉温泉 - 多数の旅館の他、銭湯も市内に多数ある。
- 球磨川（くま川）下り - 人吉発船場-渡着船場（球磨村）間は割合流れが緩やかなコース。冬季はこたつ舟での運行もある。
- ラフティング - 人吉市内や隣の球磨村から出発する。九州唯一、日本最南端のラフティングスポットであり、現在20社程が運行している。
- 鹿目の滝（日本の滝百選）
- 人吉城跡 - 相良氏の35代の居城。繊月（せんげつ）城、あるいは三日月城とも呼ばれる。整備が進行中で、かつては城壁だけのまさしく「跡」だったのが、城らしさを徐々に持ちつつある。
- 人吉城歴史館 - 人吉城公園に隣接する資料館。地下石室の井戸遺構を見られる。2005年12月開館。
- 青井阿蘇神社 - 相良氏より篤い崇敬を受け、市民からは「青井さん」と呼ばれ親しまれている。現在の社殿は桃山式の豪壮な建築様式を伝え、国宝に指定されている。
- 相良護国神社 - 人吉城（繊月城）御館跡に鎮座する。国家のために殉難した人吉・球磨地域の英霊を祀る。
- 相良神社 - 人吉城（繊月城）御館跡、相良護国神社の横に鎮座する。主祭神は、相良家初代 - 36代の歴代当主。
- 老神神社 - 霧島神宮と同体で、天饒石国饒石天津日高彦火瓊瓊杵尊を主祭神に、木花咲耶姫尊、彦火火出見尊、豊玉姫尊、鸕鶿草葺不合尊、玉依姫尊を祀る。
- 永国寺 - 全国的にも珍しい幽霊を描いた掛け軸がある。
- 人吉駅 - 現用されているものとしては日本唯一のレンガ造りの車庫がある。駅そばには鉄道ミュージアム「mozocaステーション868」が開設されており、SL人吉などの通過を展望できる。
- SL人吉  - 熊本駅-人吉駅間でSL人吉が運行されている。SL人吉の蒸気機関車は人吉市内の矢岳駅にて展示保存、地元ボランティアにより手入れされていた２台の内の一台。その矢岳駅には「人吉市SL展示館」があり、もう一台の蒸気機関車D51が展示されている。
- 肥薩線 - 人吉駅-吉松駅間は途中の矢岳越えからのえびの高原を望む車窓が日本三大車窓の1つとなっている。そのため、人吉-吉松駅間で観光列車「「いさぶろう」・「しんぺい」」号が運行されている。途中の矢岳駅及び終点の吉松駅にはSLが静態展示されており、SL人吉に乗って人吉駅で乗り換え、更に2両のSLを見るということも可能。
- 大村横穴群 - 人吉駅すぐ裏にある。崖に人工的に掘られた横穴が点在する。古墳時代後期。国の史跡に指定されている。
- 人吉ループ橋 - 市南部、国道221号線の宮崎県との県境近く、加久藤峠にあるループ橋。360度×2重で殆どが橋梁により構成されており、東洋一といわれている。
- 武蔵資料館 - 宮本武蔵に関する資料を展示している。
- 道の駅人吉・クラフトパーク石野公園 - 人吉の伝統文化・伝統工芸や球磨焼酎に関する資料を展示してある。児童向けの遊具もあるスペースやキャンプ場も併設。入園観覧は無料。人吉名産のきじ馬や花手箱の絵付け体験や鍛冶体験など（有料・予約要）も可能。2019年より人吉球磨スマートインターチェンジ開設に合わせ道の駅ともなり、一時退出の社会実験も行われている。
- 大畑（おこば）梅園 - 人吉梅園ともよばれる。8haの敷地に約4,600本の梅が植えられており、毎年2月に「人吉梅まつり」が開催される。

## 祭事・催事
- 人吉球磨は、ひなまつり：2月1日から3月31日に人吉球磨地方一帯で開催される
- ひとよし春風マラソン：2月
- 梅祭り：3月
- 人吉温泉球磨焼酎祭：5月
- 人吉花火大会：8月
- 鹿目の滝祭り：8月
- おくんち祭（青井阿蘇神社例祭）：10月
- 産業健康福祉祭り：11月
- 人吉駅伝大会：12月

## 郷土玩具

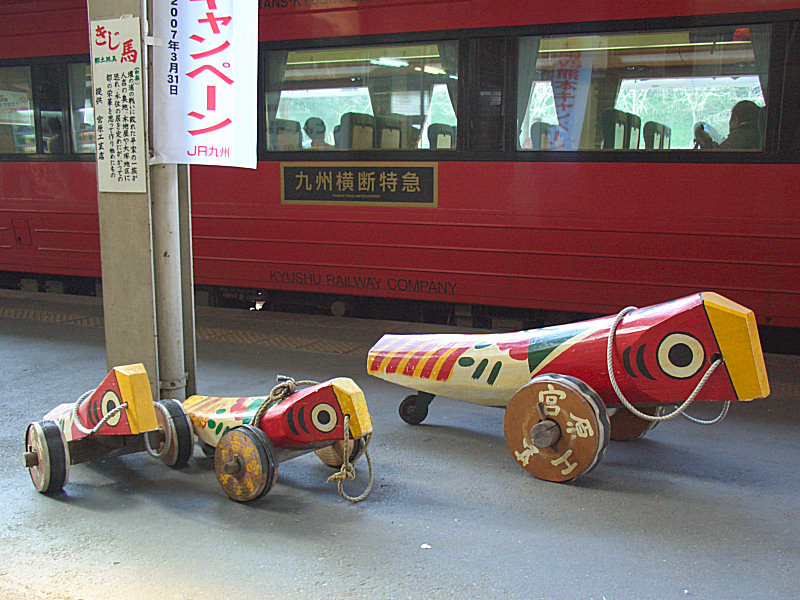
郷土玩具きじ馬

- きじ馬（きじ車） - 人吉・球磨地方の伝統玩具。ホオノキやヤマギリの木を乾燥させて鰹節状の細長い形に削り、胴に白・赤・黄・緑などの鮮やかな色彩で模様を描き、木を輪切りした車を両脇に付けてくちばしの部分にひもを通す。きじ馬は九州各地にあるが、人吉のものは頭部に黒字で「大」と書かれているのが特徴。
- 花手箱  - 人吉・球磨地方の伝統玩具。 木で作られた箱に黒枠と鮮やかで大きな椿の花が彩られているのが特徴。きじ馬は男の子向けで花手箱は女の子向けといわれる。
- うんすんカルタ - 江戸時代に全国で流行したが、現在まで遊び方が伝承されたのは人吉市だけである。

## 特産物
- 球磨焼酎 - 人吉・球磨地方は日本の米焼酎の代表的産地
- ウッチャン焼酎 - ウッチャンナンチャンの内村光良が出身者であることから、母方の親族が経営している酒造会社が製造したもの
- つぼん汁 - けんちん汁に似た汁物
- 鮎の甘露煮、塩焼き

## 著名な出身者

### 公人
- 福田幸弘（大蔵官僚、参議院議員）
- 日野熊蔵（陸軍軍人）
- 深野時之助（陸軍軍人）
- 高木惣吉（海軍軍人）
- 高森直史（海上自衛官）
- 犬童周作（郵政・総務官僚）[11]

### 実業家・文化人
- 嶋津忠裕（実業家）
- 牛島盛光（民俗学者）
- 影山堯雄（仏教僧、仏教史学者）
- 川越重男（歴史研究家）
- 藤田富士男（演劇研究家、作家）
- 増澤空（映画助監督、シナリオライター、株式会社ティエラコム設立者）
- 堀美臣（撮影監督）
- 内村宏幸（放送作家『サラリーマンNEO』『祝女』など）
- 犬童球渓（作詞家）
- 上村占魚（俳人、随筆家）
- 宮崎精一（洋画家）
- 塚本哲（グラフィックデザイナー）
- 恒松正敏（画家、ミュージシャン）
- とり・みき（漫画家）
- 岩井茜（競技麻雀のプロ雀士）
- 吐夢（化粧師）
- 永椎晃平（漫画家）

### 芸能人
- 内村光良（お笑いコンビ「ウッチャンナンチャン」のメンバー。芸人、俳優、映画監督、司会者など。生まれは球磨郡あさぎり町上。人吉・球磨地域の月刊情報誌『どぅぎゃん』に寄稿も行っている。）
- 高村公平（ローカルタレント）
- 村仲皆美（ローカルタレント）
- 木下貴信（お笑いコンビ「パタパタママ」のメンバー）
- 杉本凌士（俳優、脚本家、演出家）
- 神谷光（俳優）
- 熊川雄大（俳優）
- 富田千晴（モデル、タレント、俳優）
- 福江ななか (グラビアモデル)
- 塚原哲平（歌手）
- podo（ロックバンド）
- 平野野平（津軽三味線奏者）
- KiLa（マジシャン）
- 轟悠（元宝塚歌劇団専科男役）

### マスコミ関係者
- 冨岡美希（abn長野朝日放送記者、元アナウンサー）
- 高村麻衣（NHK熊本放送局キャスター）

### スポーツ選手
- 川上哲治（プロ野球選手）
- 末次利光（プロ野球選手）
- 恒村勝美（プロ野球選手）
- 永山忠幸（ワコール陸上部監督）
- 豊田敏夫（短距離走選手）
- 岩崎芳美（競艇選手）
- 八久保颯（プロサッカー選手）

## ゆかりのある人物
- 海老原喜之助（洋画家、かつて在住）
- 坂口博信（ゲームデザイナー、父が人吉市出身[12]）
- 黒木優子（プロボクサー、父が人吉市出身）

## 人吉市を舞台にした作品
- 夏目友人帳
- まいてつ
- スクール・オブ・ナーシング